# 三郷南インターチェンジ
三郷南インターチェンジ（みさとみなみインターチェンジ）は、埼玉県三郷市鷹野にある東京外環自動車道のインターチェンジである。三郷・川口方面への入口、三郷・川口方面からの出口のみのハーフICである。

## 歴史
- 2005年（平成17年）11月27日 : 三郷JCT - 三郷南IC開通により供用開始。
- 2018年（平成30年）6月2日 : 三郷南IC - 高谷JCT間開通[1][2]。
- 2024年（令和6年）10月1日 : 入口料金所がETC専用になる[3]。

## 道路
- C3 東京外環自動車道（82番）

## 接続する道路
- 国道298号

## 料金所

### 入口
- ブース数：2
  - ETC専用：1
  - ETC/サポート：1

## 隣
C3 東京外環自動車道
(80)三郷JCT - (81)三郷中央IC - (82)三郷南IC - (83)松戸IC